# 아카가와 지로
아카가와 지로(赤川 次郎, 1948년 2월 29일 ~ )는 일본의 소설가이다. 후쿠오카현 후쿠오카시 출신으로 1976년 《유령열차》로 올요미모노 추리소설 신인상을 수상하며 소설가 활동을 시작하였다.

## 작품 목록
- 《세일러복과 기관총》 시리즈